# Степен десетке
Овај чланак је о математичким концептима. За друге употребе, види Степен 10 (вишезначна одредница).
У математици, степен десетке је било која целобројни степен броја десет; другим речима, десет помножен самим собом одређени број пута (када је степен позитивни цео број). Према дефиницији, број један је степен (нулти степен) броја десет. Првих неколико ненегативних степени десетке су: 
1, 10, 100, 1000, 10000, 100000, 1000000, 10000000. ... (секвенца A011557 у )

## Позитивне снаге
In decimal notation the nth power of ten is written as '1'  10н или као 1Eн у Е нотацији. Погледајте ред величине и редове величине (бројеви) за именоване снаге десетке. Постоје две конвенције за именовање позитивних степена десетке, зову се дуге и кратке скале. Где степен десетке има другачије име у две конвенције, име дуге скале је показано у заградама.
| Име                           | степен | Број                                                              | СИ симбол | СИ префикс |
| ----------------------------- | ------ | ----------------------------------------------------------------- | --------- | ---------- |
| Један                         | 0      | 1                                                                 | (нема)    | (нема)     |
| Десет                         | 1      | 10                                                                | da(D)     | дека       |
| Сто                           | 2      | 100                                                               | h(H)      | хекто      |
| Хиљаду                        | 3      | 1.000                                                             | k(K)      | кило       |
| Десет хиљада (мириад)         | 4      | 10.000                                                            |           |            |
| Сто хиљада                    | 5      | 100.000                                                           |           |            |
| Милион                        | 6      | 1.000.000                                                         | M         | мега       |
| Билион (Милијарда)            | 9      | 1.000.000.000                                                     | G         | гига       |
| Трилион (Билион)              | 12     | 1.000.000.000.000                                                 | T         | тера       |
| Квадрилион (Билијарда)        | 15     | 1.000.000.000.000.000                                             | P         | пета       |
| Квинтилион (Трилион)          | 18     | 1.000.000.000.000.000.000                                         | E         | екса       |
| Секстилион (Трилијарда)       | 21     | 1.000.000.000.000.000.000.000                                     | Z         | зета       |
| Септилион (Квадрилион)        | 24     | 1.000.000.000.000.000.000.000.000                                 | Y         | јота       |
| Октилион (Квадрилијарда)      | 27     | 1.000.000.000.000.000.000.000.000.000                             |           |            |
| Нонилион (Квинтилион)         | 30     | 1.000.000.000.000.000.000.000.000.000.000                         |           |            |
| Децилион (Квинтилијарда)      | 33     | 1.000.000.000.000.000.000.000.000.000.000.000                     |           |            |
| Ундецилион (Сектилион)        | 36     | 1.000.000.000.000.000.000.000.000.000.000.000.000                 |           |            |
| Дуедецилион (Сектилијарда)    | 39     | 1.000.000.000.000.000.000.000.000.000.000.000.000.000             |           |            |
| Тредецилион (Септилион)       | 42     | 1.000.000.000.000.000.000.000.000.000.000.000.000.000.000         |           |            |
| Кватурдецилион (Септилијарда) | 45     | 1.000.000.000.000.000.000.000.000.000.000.000.000.000.000.000     |           |            |
| Квиндецилион (Октилион)       | 48     | 1.000.000.000.000.000.000.000.000.000.000.000.000.000.000.000.000 |           |            |
| Oктилијарда                   | 51     |                                                                   | ...       | ...        |
| Вигинтилион                   | 53     |                                                                   | ...       | ...        |
| Вигинтилијарда                | 56     |                                                                   |           |            |
| Гугол                         | 100    |                                                                   |           |            |
| Центилион                     | 303    |                                                                   |           |            |
| Центилијарда                  | 306    |                                                                   |           |            |
| Гуголплекс                    | 1000   |                                                                   |           |            |
| Грахамов број                 | 10000  |                                                                   |           |            |

## Негативне снаге
Ред степена десетке може бити проширен на негативне снаге:
| Име                          | степен | Број                                                              | СИ префикс | СИ префикс |
| ---------------------------- | ------ | ----------------------------------------------------------------- | ---------- | ---------- |
| Један                        | 0      | 1                                                                 | (нема)     | (нема)     |
| Десети                       | −1     | 0,1                                                               | d          | деци       |
| Стоти                        | −2     | 0,01                                                              | c          | центи      |
| Хиљадити                     | −3     | 0,001                                                             | m          | мили       |
| Десето хиљадити (Миријадити) | −4     | 0,000 1                                                           |            |            |
| Сто хиљадити                 | −5     | 0,000 01                                                          |            |            |
| Милионити                    | −6     | 0,000 001                                                         | μ          | микро      |
| Билионити                    | −9     | 0,000 000 001                                                     | n          | нано       |
| Трилионити                   | −12    | 0,000 000 000 001                                                 | p          | пико       |
| Кватролионити                | −15    | 0,000 000 000 000 001                                             | f          | фемто      |
| Квинтолионити                | −18    | 0,000 000 000 000 000 001                                         | a          | ато        |
| Секстлионити                 | −21    | 0,000 000 000 000 000 000 001                                     | z          | цепто      |
| Септлионити                  | −24    | 0,000 000 000 000 000 000 000 001                                 | y          | јокто      |
| Октилионити                  | −27    | 0,000 000 000 000 000 000 000 000 001                             |            |            |
| Нонилионити                  | −30    | 0,000 000 000 000 000 000 000 000 000 001                         |            |            |
| Децилионити                  | −33    | 0,000 000 000 000 000 000 000 000 000 000 001                     |            |            |
| Ундецилионити                | −36    | 0,000 000 000 000 000 000 000 000 000 000 000 001                 |            |            |
| Дуодецилионити               | −39    | 0,000 000 000 000 000 000 000 000 000 000 000 000 001             |            |            |
| Тредецилионити               | −42    | 0,000 000 000 000 000 000 000 000 000 000 000 000 000 001         |            |            |
| Кватуордецилионити           | −45    | 0,000 000 000 000 000 000 000 000 000 000 000 000 000 000 001     |            |            |
| Квендицилионити              | −48    | 0,000 000 000 000 000 000 000 000 000 000 000 000 000 000 000 001 |            |            |
| ...                          | ...    | ...                                                               | ...        | ...        |

## Гугол
Број гугол је 10100. Термин је сковао 9-годишњи Милтон Сирота, нећак америчког математичара Едварда Каснера, који је популаризовао у својој књизи 1940. године математику и машту, коришћен је за поређење и илустрацију веома великих бројева. Гуголплекс, много већи од снаге десетке (10 до Гугол снаге, или 1010100),  такође је уведен у тој књизи.
Име ове снаге десетке је инспирисао компанију Гугл. 

## Научна нотација
Понекад се пише у форми:
м × 10н
Или компактније:
10н
Као на примеру:
105 = 100.000
10−5 = 0,00001
Нотација мEн, позната као Е нотација, се користи у компјутерском програмирању, табелама и базама података, али се не користи у научним радовима.